# Antonio Zamora
Antonio Zamora, auch bekannt unter dem Spitznamen El Lector, ist ein ehemaliger mexikanischer Fußballspieler auf der Position eines Innenverteidigers. 

## Leben
In der Saison 1970/71 gewann Zamora mit dem Club América, bei dem er von 1970 bis 1973 unter Vertrag stand, den zweiten Meistertitel der Vereinsgeschichte seit Einführung der Profiliga 1943.
Nach zwei Zwischenstationen beim CF Torreón und beim Puebla FC spielte Zamora ebenfalls drei Jahre für Américas Erzrivalen Chivas Guadalajara. 
Nach seiner Laufbahn als Fußballspieler, die er 1981 aufgrund einer Knieverletzung beenden musste, war er noch als Baseballspieler aktiv. Seit den 1990er Jahren betreibt er im Südwesten von Guadalajara einen Taco-Imbiss (Tacos El Clásico, Avenida 18 de Marzo #5410, colonia Las Águilas) in unmittelbarer Nähe der Kirche Santa Rosa de Lima.

## Erfolge
- Mexikanischer Meister: 1971